# Droga wojewódzka nr 150
Droga wojewódzka nr 150 (DW150) – droga wojewódzka klasy Z w województwie wielkopolskim o długości 25 km, łącząca Sieraków z Wronkami. Biegnie równolegle do koryta Warty przez Puszczę Notecką.

## Historia numeracji
Obecną kategorię i numer droga otrzymała w 2002 lub 2003 roku. Na mapach i w atlasach samochodowych wydawanych w latach 90. i do 2001 roku była oznaczana jako droga lokalna. Opracowania kartograficzne powstałe w czasach Polski Ludowej miały wyznaczony tylko fragment trasy lub nie była w nich zaznaczona wcale.
Numer 150 w latach 1986–2002/2003 był przypisany do trasy o relacji Łobez – Drawsko Pomorskie, która aktualnie jest drogą nr 148.

## Dopuszczalny nacisk na oś
Od 13 marca 2021 roku na drodze dozwolony jest ruch pojazdów o nacisku pojedynczej osi napędowej do 11,5 tony, z wyjątkiem określonych odcinków oznaczonych znakiem zakazu B-19.

### Do 13 marca 2021 r.
We wcześniejszych latach po drodze mogły poruszać się pojazdy o nacisku na oś nie przekraczającym 8 ton.

## Miejscowości na trasie
- Smolnica (DW182)
- Wronki (DW140)
- Popowo
- Chojno (DW145)
- Sieraków (Piaski; DW133, pośrednio z DW182 i DW198)